# Michael Rasmussen
Pour les articles homonymes, voir Michael Rasmussen (hockey sur glace) et Rasmussen.
Michael Rasmussen, né le 1er juin 1974 à Tølløse (Danemark), est un coureur cycliste danois. Il est connu pour avoir vu son contrat résilié par son équipe Rabobank alors qu'il portait le maillot jaune du Tour de France 2007. L'équipe l'accusait de violations du code interne. Il a été suspendu deux ans entre juillet 2007 et juillet 2009. En janvier 2013, il reconnaît s'être dopé de 1998 à 2010 et arrête la compétition.

## Biographie
Michael Rasmussen mesure 1,75 m pour 59 kg et est surnommé Kyllingen fra Tølløse (« Le poulet de Tølløse » en danois) ou Chicken Legs (« Pattes de poulet » en anglais) . Il est réputé maniaque, mettant par exemple des chaussures trop petites pour économiser du poids. Il réside au Lac de Garde en Italie.
Il débute par le VTT et en devient champion du monde en 1999. Aux Jeux olympiques de Sydney en 2000, il termine 22e de l'épreuve de cross-country à plus de 9 min du vainqueur Miguel Martinez. Il commence sa carrière professionnelle sur route en 2002 dans l'équipe cycliste CSC-Tiscali avant de courir pour l'équipe cycliste Rabobank en 2003.

### Carrière sportive
Il commence sa carrière professionnelle en 2002 dans l'équipe CSC-Tiscali. À la suite de contrôles sanguins « très suspects », selon les dirigeants de la CSC, son contrat n'est pas reconduit[réf. nécessaire].
Faisant une carrière jusqu'alors discrète, hormis une victoire d'étape dans la Vuelta et deux dans le Critérium du Dauphiné libéré, il se révèle lors du Tour de France 2005. Il est reconnu pour ses qualités de grimpeur qui rappellent celles d'un autre coureur danois : Bjarne Riis.
Il doit donc ses premiers faits d'armes au Tour de France 2005 lors duquel il gagne la 9e étape à Mulhouse et remporte le maillot à pois du meilleur grimpeur. Alors qu'une place sur le podium final lui semble promise, il perd toutes ses chances lors du contre-la-montre de Saint-Étienne où, après trois chutes et une médiocre prestation (77e), il finit à 7 min 47 s de Lance Armstrong, vainqueur de l'étape. Il termine l'épreuve à la 7e place au classement général.

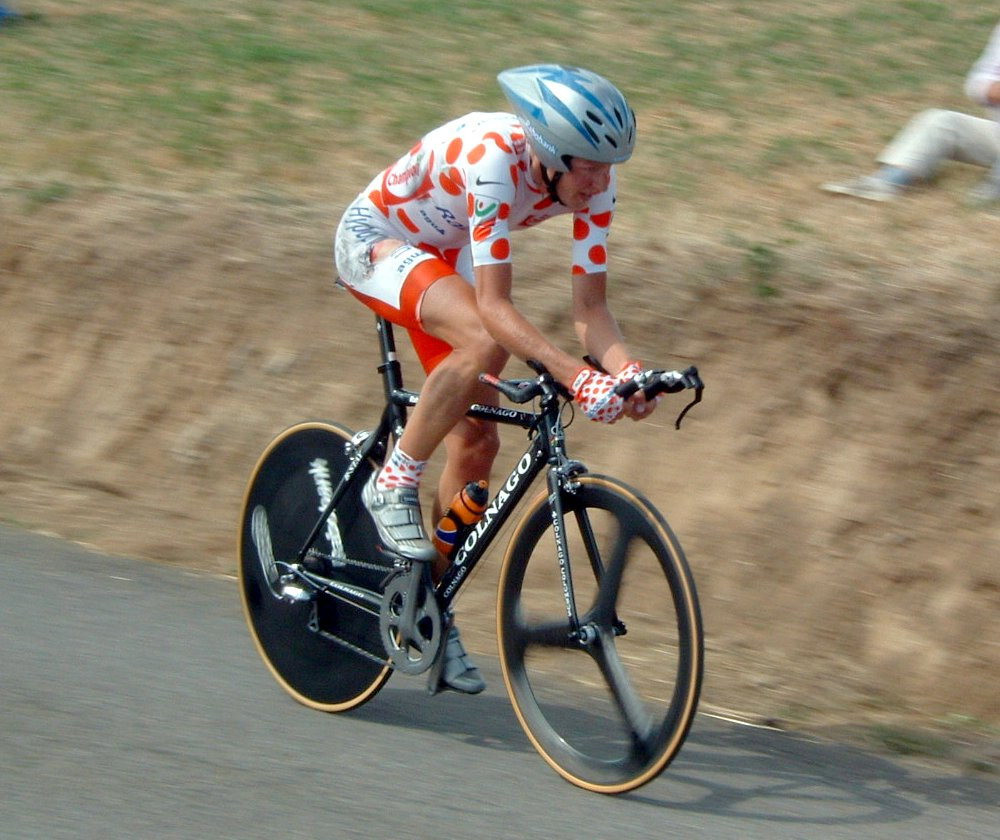
Michael Rasmussen lors de la 20e étape du Tour de France 2005

En 2006, il remporte à nouveau le maillot à pois du Tour de France ainsi que la 16e étape de montagne alpines, entre Le Bourg-d'Oisans et La Toussuire.
En 2007, il remporte la 8e étape à Tignes en étant revenu sur le groupe de tête, avec une avance confortable, et il s'empare du maillot jaune et du maillot à pois. Lors du chrono d'Albi, il termine en onzième position, contre toute attente, doublant même Valverde, parti trois minutes avant lui. Dans les Pyrénées, il se contente de gérer ses adversaires et en particulier Contador. Le 25 juillet, Michael Rasmussen semble avoir gagné le Tour de France après sa victoire dans la 16e étape, au col d'Aubisque, sous les applaudissements mêlés aux huées. Mais le soir même, il est limogé par son équipe, la Rabobank, pour s'être soustrait à des contrôles antidopage avant le départ du Tour,  et avoir menti sur son emploi du temps. En conséquence, il ne prend pas le départ de la 17e étape.
Le 25 juillet 2009, la suspension de Rasmussen est terminée et rien ne s'oppose plus à son retour. Il reste en conflit avec l'UCI devant le Tribunal arbitral du sport (TAS) pour n'avoir pas payé une amende d'un an de salaire pour avoir contrevenu à l'« engagement des coureurs pour un nouveau cyclisme ». Le 27 juillet 2009, Michael Rasmussen se classe deuxième du Grand Prix Kjellerup, une course régionale au Danemark, pour son retour à la compétition. Malgré une pluie torrentielle, des milliers de spectateurs s'étaient déplacés pour assister au retour de l'ancien coureur de l'équipe Rabobank. Le 29 août, il intègre l'équipe mexicaine Tecos Trek UAG. Il remporte la Vuelta a Puebla et le prologue du Tour de Chihuahua.
En 2010, il rejoint l'équipe continentale Miche-Silver Cross-Selle Italia, puis en 2011 l'équipe Christina Watches-Onfone créée spécialement pour lui par son sponsor Christina Hembo. En octobre, le TAS lui donne raison contre l'UCI qui lui réclamait ses salaires de 2007 à la suite de la signature de l'engagement pour un cyclisme propre.
En juin 2011, il renoue avec la victoire en remportant la troisième étape du Tour de Serbie.

## Affaires de dopage

### L'affaire des boîtes à chaussures en 2002
Le 20 juillet 2007, le site Internet VeloNews rapporte les propos de Whitney Richards, ancien vététiste amateur américain. Celui-ci affirme avoir été chargé en mars 2002 par Michael Rasmussen de transporter des substituts sanguins fabriqués aux États-Unis et dissimulés dans une boîte de chaussures de cycliste. Le 21 juillet, Joe Lindsey, rédacteur du blog Boulder Report écrit que Richards lui avait rapporté la même histoire deux ans auparavant en lui demandant de garder le secret. Lindsey affirme que le même épisode est rapporté dans l'épilogue du livre du journaliste David Walsh, From Lance to Landis. Il apporte par ailleurs des précisions sur les substituts sanguins : il s'agirait d'Hemopure — substitut sanguin à base d'hémoglobine (hemoglobin-based oxygen carrier), alors uniquement commercialisé en Afrique du Sud — et qui, selon Bengt Saltin, expert danois dans la lutte contre le dopage, dans une interview au Spiegel en 2004, aurait été utilisé dans le peloton dès le Tour de France 1999.

### Les contrôles inopinés manqués en 2006 et 2007
Le 19 juillet 2007, la Fédération danoise de cyclisme (DCU) annonce son exclusion de l'équipe nationale pour les championnats du monde en septembre à Stuttgart et les jeux olympiques de 2008 à Pékin. On lui reproche de ne pas avoir fourni son emploi du temps qui aurait permis d'effectuer des contrôles inopinés avant le Tour de France.
Au fil des jours, on apprend que Rasmussen a échappé à 4 contrôles inopinés. Le premier date du 24 mars 2006. Le contrôle était diligenté par l'Union cycliste internationale (UCI). Rasmussen déclare avoir tout simplement oublié d'envoyer les informations à l'UCI. Il reçoit un avertissement. Les trois contrôles suivants datent de 2007 : le 6 avril, le 21 juin (tous deux diligentés par l'Agence antidopage danoise) et le 29 juin 2007 (diligenté par l'UCI). Michael Rasmussen affirmera avoir envoyé un courrier à l'UCI qui serait arrivé tardivement. N'ayant pas d'ordinateur, il n'aurait pas pu utiliser d'autre moyen. Pour ces manquements, son équipe lui inflige une amende de 10 000 euros.
L'article 220 du règlement antidopage de l'UCI stipule que « dans le cas d'un avertissement consigné ou d'un contrôle manqué dans une période de 45 jours avant le départ d'un Grand tour, le coureur ne peut participer à ce Tour ». Il n'a donc pas été appliqué par l'UCI qui aurait dû sanctionner le Danois avant même le départ du Tour.
Michael Rasmussen affirme être allé s'entraîner au Mexique, où réside sa belle-mère, du 4 au 26 juin. Davide Cassani, un ancien coureur italien, le rencontre cependant en Italie à cette époque. Il finit par le faire savoir aux responsables de l'équipe Rabobank, avec son commentaire du Tour. Theo de Rooij, le directeur sportif, décide alors d'exclure Rasmussen qui quitte le Tour de France dans la soirée du 25 juillet,.
Les gendarmes qui s'étaient déplacés pour l'interpeller à l'hôtel de l'équipe Rabobank, à Pau dans la nuit, n'ont pu le trouver car il avait quitté les lieux. Michael Rasmussen se dit très affecté par cette affaire et s'est adjoint les services d'un avocat pour se défendre. Dans un entretien accordé au quotidien danois Politiken, Michael Rasmussen déclare : « Je maîtrisais alors vraiment la course. Et ce n'est pas un secret que je suis furieux contre le manager de Rabobank, Theo de Rooij. C'est à sa seule initiative que la décision (de l'évincer de la compétition) a été prise ». Il s'en prend également à la presse française, dont il dénonce la « haine », et, revenant sur son lieu d'entraînement d'avant le Tour, il affirme : « Je n'étais pas en Italie, pas du tout. C'est l'histoire d'un homme (l'ancien coureur Davide Cassani affirme l'avoir aperçu en Italie) qui pense m'avoir reconnu. Mais il n'y a pas la moindre preuve ».
Le 28 septembre 2007, le quotidien L'Équipe révèle que des traces d'EPO biosimilaire (produite à partir de cellules humaines) de type « Dynepo » ont été trouvées dans les échantillons urinaires de Michael Rasmussen, datant du Tour de France, par le laboratoire de Châtenay-Malabry. Cependant, si médicalement ces échantillons sont positifs, juridiquement, ils ne le sont pas. La Dynepo et ses avatars sont parfaitement connus des laboratoires antidopage, et leur signature repérable, mais ayant été créés bien après que les critères de positivité furent élaborés par l'AMA, ces hormones ne peuvent mener à une déclaration de positivité.
Le 8 novembre, il avoue avoir menti à l'UCI mais pas à Rabobank. Il affirme s'être entraîné en Italie et en France pour des raisons maritales.
En décembre, il annonce poursuivre l'équipe Rabobank pour licenciement abusif.
Le 1er juillet 2008, Rasmussen est suspendu deux ans de toute compétition cycliste par la fédération monégasque de cyclisme. Cette sanction étant rétroactive s'applique depuis le 25 juillet 2007, date de son exclusion du Tour de France. Il décide de faire appel auprès du Tribunal arbitral du sport (TAS). Quelques jours plus tard, il remporte son procès et reçoit 665 000 euros que Rabobank est condamnée à lui verser pour ne pas l'avoir licencié dès qu'elle a su qu'il mentait sur sa localisation, soit en juin 2007.
Le 23 janvier 2009, son appel devant le TAS est rejeté.
Le 15 novembre 2011, Rasmussen explique avoir menti sur sa localisation pour que sa femme ne sache pas qu'il la trompait.

### L'affaire Humanplasma
Le 15 janvier 2008, la chaîne allemande ARD annonce que Rasmussen, ainsi que ses anciens coéquipiers chez Rabobank, le Néerlandais Michael Boogerd et le Russe Denis Menchov également, l'Autrichien Georg Totschnig auraient entreposé du sang dans le laboratoire autrichien Humanplasma à des fins de dopage (transfusions sanguines). Le 26 mars 2009, l'affaire est classée sans suite.
Le 18 mai 2009, Rasmussen et le coureur Bernhard Kohl font l'objet d'une enquête pénale de la justice autrichienne pour trafic de substances dopantes. En fait, ils sont soupçonnés d'avoir fait bénéficier d'autres sportifs, moyennant finances, d'une centrifugeuse - l'appareil qui permet la fabrication de concentrés sanguins en vue d'autotransfusions -  pour le dopage sanguin qu'ils sont accusés d'avoir acheté avec le manageur Stefan Matschiner, déjà inculpé. Rasmussen nie ces accusations. La police autrichienne lui prend les empreintes digitales et prélève son ADN. L'enquête pénale est classée le 10 juin 2010.

### L'affaire Mantoue
Le 8 avril 2011, le journal italien, La Gazzetta di Mantova, annonce que l'enquête du procureur de Mantoue, commencée en 2008, concernant l'affaire Mantoue (réseau de dopage organisé par le pharmacien de Mantoue, Guido Nigrelli, qui a sévi en 2009 en Italie) est terminée. Il cite, également, une liste de 32 personnes qui seraient concernées, parmi lesquelles Giuseppe Saronni, le manager général de la Lampre, et Alessandro Ballan, Marzio Bruseghin, Pietro Caucchioli, Damiano Cunego, Mirco Lorenzetto, Manuele Mori, Mauro Santambrogio, ou encore Michael Rasmussen, pour ne citer que les plus connus.
Rasmussen a été entendu par le CONI le 29 août 2011. L'instance enquête sur les relations entre le Danois et Guido Nigrelli, soupçonné d'avoir approvisionné bon nombre de coureurs en produits dopants. Les enquêteurs italiens se basent sur des enregistrements tirés de micros cachés. « Ils perçoivent le bruit d'une ampoule cassée et jetée dans une poubelle en métal, a relaté Rasmussen à Ekstrabladet.dk, à la suite de son audition. Ils en ont déduit que j'étais là pour une injection ». Le Danois soutient ne pas l'entendre de cette manière : « J'entends plutôt un trousseau de clé ou un stylo posé sur un bureau. Je ne perçois pas le bruit d'une ampoule jetée dans une poubelle. Cela peut aussi être une boîte vide de chewing-gums ». Rasmussen affirme également : « Si on va dans le sens des procureurs en supposant que ce qu'ils ont entendu est correct, il ne faut pas oublier deux choses, avance-t-il. Premièrement, ça n'aurait eu aucun sens pour moi de faire quelque chose de louche juste avant la fin de ma mise en quarantaine, alors que je n'avais pas d'équipe et aucunement le projet d'en trouver une (l'enregistrement remonterait à 2009, un mois avant la fin de sa suspension de deux ans). Ensuite, il n'y aurait rien eu d'illégal à suivre une thérapie. » Auparavant et toujours auprès du site Ekstrabladet.dk (relayé par Cyclingnews), Michael Rasmussen avait « reconnu très bien connaître » Guido Nigrelli parce qu'il « achetait des médicaments pour sa femme, son enfant, ses chiens et lui-même ».

### Aveux en 2013
En janvier 2013, peu après les aveux de Lance Armstrong, Michael Rasmussen a reconnu s'être dopé entre 1998 et 2010 : « J'ai utilisé de l'EPO, des hormones de croissance, de l'insuline et de la cortisone et aussi des transfusions sanguines. [...] Je suis heureux après cet aveu de ne plus avoir ce fardeau à supporter. À partir d'aujourd'hui, j'arrête ma carrière de cycliste, je tiens à coopérer avec les autorités pour résoudre les problèmes ». Il refuse cependant de donner le nom de ses complices. Ces aveux s'ajoutent à ceux de plusieurs anciens coureurs de l'équipe Rabobank (Thomas Dekker, Marc Lotz, Danny Nelissen, Grischa Niermann) intervenus durant les jours et semaines précédents.
Dans le livre Gul Feber (« fièvre jaune », en danois) paru le 4 novembre 2013, il reconnaît avoir voulu mettre en place un dopage intra-familial, se faisant transfuser des poches de sang de son père. Malgré l'accord de ce dernier, l'incompatibilité des groupes sanguins rend l'opération impossible. Il se fait alors transfuser du sang synthétique destiné à des chiens à la suite de rumeurs de comportements similaires provenant de l'équipe cycliste Telekom, sans gain de performances cependant. Il explique également que l'intégralité de l'Équipe cycliste Rabobank était dopée lors du tour de France 2007.
Dans un entretien accordé au Monde en 2015, Rasmussen revient sur son passé  : « Je n’ai jamais été contrôlé positif. Je pouvais battre le système antidopage à n’importe quel moment de la journée. Je n’ai jamais eu peur de me soumettre à un contrôle antidopage. Pour moi, il n’y avait aucun risque ». Le coureur danois estime que le dopage est « l'un des nombreux paramètres d'inégalité dans le sport », et il dit souhaiter une compétition « juste » plutôt que « propre », avec des règles renforcées pour tous, « sans envahir la vie privée des sportifs ». Il évoque sa tentation suicidaire au lendemain de son exclusion du Tour de France 2007.
Dans un entretien avec Libération de juillet 2015, il explique ne rien regretter concernant le dopage, à l'exception de l'implication de Whitney Richards. Il pense que cela n'a pas nui à sa santé, n'ayant pris ni amphétamine, ni cocaïne, ni marijuana.

## Reconversion
En 2022, Rasmussen indique qu'il enseigne la pratique du VTT dans une école de sport, et qu'il travaille depuis huit ans comme chroniqueur pour le journal danois Ekstra Bladet. Il suit à cette occasion le Tour de France, où il dit ne ressentir aucune animosité à son égard.

## Palmarès sur route

### Palmarès année par année
| - 2001 - 2e étape de la Jadranska Magistrala - 2e de la Jadranska Magistrala - 2e du Tour de Croatie - 2002 - 4e étape du Tour de Burgos - 3e du Tour d'Émilie - 2003 - 7e étape du Tour d'Espagne - 7e du Tour d'Espagne - 7e du Tour du Pays basque - 9e de la Classique de Saint-Sébastien - 2004 - 6e étape du Critérium du Dauphiné libéré - 7e du Critérium du Dauphiné libéré - 2005 - Tour de France : - Classement de la montagne - 9e étape - 6e du Tour de France | - 2006 - Tour de France : - Classement de la montagne - 16e étape - 2007 - 8e et 16e étapes du Tour de France - 2009 - Prologue du Tour de Chihuahua - 2011 - 3e étape du Tour de Serbie - 2e du Tour de Serbie - 2012 - 2e étape du Tour de Malte - Ringerike Grand Prix - 1re étape du Tour de Chine I (contre-la-montre par équipes) - 3e du Tour de Chine I |

### Résultats sur les grands tours

#### Tour de France
4 participations
- 2004 : 14e
- 2005 : 7e, vainqueur  du classement de la montagne et de la 9e étape
- 2006 : 18e, vainqueur  du classement de la montagne et de la 16e étape
- 2007 : limogé par son équipe, vainqueur des 8e et 16e étapes,  maillot jaune pendant 9 étapes

#### Tour d'Italie
4 participations
- 2002 : 45e
- 2005 : abandon (15e étape)
- 2006 : abandon
- 2007 : 48e

#### Tour d'Espagne
2 participations
- 2003 : 7e, vainqueur d'une étape
- 2006 : abandon (17e étape)

### Classements mondiaux
| Année              | 2005 | 2006 | 2007 | 2008 | 2009 | 2010 | 2011 | 2012  |
| ------------------ | ---- | ---- | ---- | ---- | ---- | ---- | ---- | ----- |
| Classement ProTour | 49e  | 112e |      |      |      |      |      |       |
| UCI America Tour   |      |      |      |      |      | 27e  |      |       |
| UCI Asia Tour      |      |      |      |      |      |      |      | 80e   |
| UCI Europe Tour    |      |      |      |      |      |      | 172e | 1101e |

## Palmarès VTT

### Championnats du monde
- Bromont 1992
  -  Médaillé de bronze du cross-country juniors
- Åre 1999
  -  Champion du monde de cross-country

### Championnats du Danemark
- 1992
  -  Champion du Danemark de cross-country juniors
- 1994
  - 2e du championnat du Danemark de cross-country amateurs
- 1995
  - 2e du championnat du Danemark de cross-country
- 1996
  -  Champion du Danemark de cross-country

## Vie privée
Il se marie en 2005 avec la championne mexicaine de VTT Cariza Muñoz à Castelnuovo del Garda.

## Récompenses
- Cycliste danois de l'année en 1999, 2003 et 2005